# 淀 (通報艦)

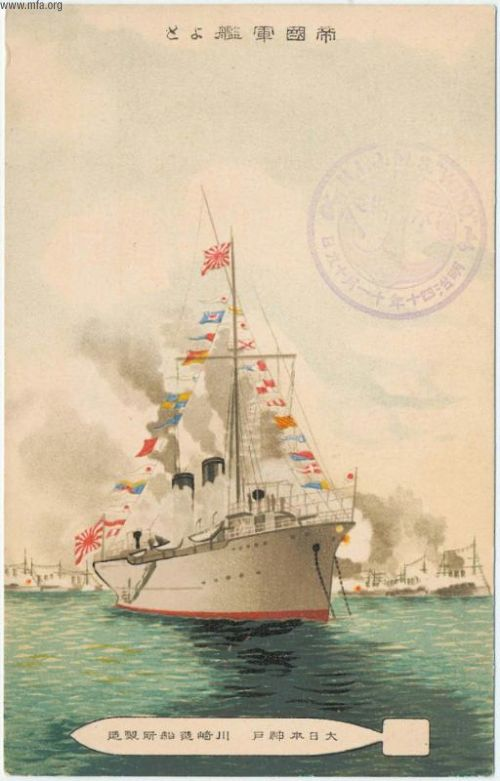
絵葉書

淀（よど）は、日本海軍の通報艦。淀型通報艦の1番艦である。艦名は川の名前で、大阪湾に注ぐ「淀川」にちなんで名づけられた。同型艦は最上。

## 艦型
最上と異なり、クリッパー型艦首を採用した。

### 機関
機関は船体と同じく川崎造船所で製造された。
ボイラーは宮原式缶で両面4基、蒸気圧力は計画で230 psi (16 kg/cm2)、実測値は210 psi (15 kg/cm2)だった。
計画では石炭専焼だったが、建造中に重油混焼装置が追加された。
主機は3段4筒レシプロで、筒の直径は高圧筒22 in (560 mm)、中圧筒34 in (860 mm)、低圧筒38.5 in (980 mm)を2筒、行程は94 in (2,400 mm)。
推進は2軸、外回り。
出力は機関計画で6,500 hp (4,800 kW)、実際は7,030 hp (5,240 kW)を発揮した。

### 兵装
竣工前後の兵装は40口径安式12cm速射砲 2門、40口径一号式12ポンド速射砲 4門、18 in (45.7 cm)保式水上ヒ形発射管 2門(左舷1門、右舷1門)、探照灯 2基。
魚雷は1912年(明治45年)1月の演習時には三八式二号過熱装置付魚雷が使われている。
1920年3月の時点での兵装は安式12cm砲2門、一号8cm砲4門、麻式6.5mm機砲1挺(警備任務時は2挺)、水上発射管2門、探照灯2基。

## 艦歴

### 計画
計画時の仮称艦名は「第一号通報艦」。
当初の予算は明治38年度から明治40年度まで(1905年4月1日から1908年3月31日まで)の3年間で961,200円(兵装費を除く)だった。
1905年(明治38年)4月15日に川崎造船所から製造の見積書が出され、その内容は請負金額905,000円(兵装・備品を除く)、期日は24カ月以内であった。
4月23日に「第一号通報艦」は川崎造船所での製造することが決裁され、
4月29日に製造契約の認許、
5月1日に川崎造船所と製造契約を締結した。

### 建造
1906年(明治39年)10月2日起工。
1907年(明治40年)3月30日、ボイラーに重油混焼装置を装備する追加契約が結ばれ、請負金額は20,000円増額、引渡期日は同年10月31日に延長された。
11月19日「第一号通報艦」は「淀」と命名され、
午後4時に進水した。
1908年(明治41年)4月11日、「淀」は通報艦に類別。
7月10日に受領(竣工)、同日第一予備艦となった。
兵器の装備は呉海軍工廠で行われた。

### バンコク派遣
1911年(明治44年)11月から翌月にかけて、シャム国王戴冠式に参列する伏見宮博恭王の供奉艦としてバンコクを訪れた。
呉鎮守府警備艦の「淀」と第一艦隊所属の「伊吹」の2隻がシャムへ派遣されることが1911年9月25日に内定し、
10月5日に派遣命令が出された。
2隻は連合小演習終了後に呉で航海の準備を行った。
「淀」は11月9日に佐世保軍港を出港、
11月19日に香港で御召艦「伊吹」と合流した。
21日2隻は香港を出港、
27日「淀」は「伊吹」から一時はなれてシーチャン島泊地で電報を打ち、同日シャム湾の停泊地に到着して「伊吹」と合流した。
28日朝に博恭王が乗艦(「淀」は御召艦となる)、川を遡上し午後にバンコクへ到着、博恭王は退艦した。
12月1日から4日までの間、昼間は満艦飾を夜間は電灯艦飾を施し、2日午前10時46分に皇礼砲101発を発射した。
12月9日午前博恭王が乗艦しバンコクを出港、午後パクナム泊地に到着し博恭王は「伊吹」へ移乗した。
2隻は10日朝に外泊地へ移動、「伊吹」は正午に同地を出港、帰国の途についた。
「淀」には11日にシャム国海軍将校と兵学校生徒計39名が見学のために来艦、彼らは夕方退艦し、「淀」は即時に同地を出港し帰国の途についた。
荒天のために15日から18日まで安南東岸のホンコーヘ(ホンカウ？)湾で避泊、
21日朝香港に到着し、同地で「伊吹」と合流した。
同日午後に「伊吹」は横須賀軍港へ向け出港、「淀」は翌22日に石炭と清水を搭載して24日午前に香港を出港し呉軍港に向かった。
北東風が強かったために台湾海峡は大陸沿岸を通過したが、25日に風が更に強くなり、避難のために26日午前に三都墺に入港した。
28日に同地を出港したがまだ波浪が高く、午後に南関港に入港した。
31日に同地を出港、翌1912年(明治45年)1月1日からまた暴風になり艦の傾斜が50度を超える場合もあった。
3日午前になって暴風も収まり、午後10時から安下庄で仮泊、翌4日午前に呉軍港に帰国した。

### 1912年
1912年(大正元年)8月28日に通報艦の類別が廃止され、「淀」は一等砲艦に類別を変更した。

### 第一次世界大戦
第一次世界大戦では、青島攻略戦に参加、さらに南シナ海方面の警備等に従事した。
1915年(大正4年)3月、大修理(大改造)を施行した。

### 測量任務
1927年9月から翌年にかけて、呉海軍工廠で測量任務に必要な改造が行われた。
1931年6月1日に類別の変更により砲艦の等級が廃止され、「淀」は砲艦に類別された。
満州事変では、中国北部沿岸警備、測量に従事、日中戦争時の1937年には、中部から北部中国沿岸の警備とともに測量作業に従事した。

### 除籍
1940年4月1日、除籍となり廃艦第13号と仮称。戦時中は岩国に所在し、終戦後に光に曳航され、その後解体された。

## 固有符号

### 信号符字
旗旒信号などで使用される符号。
- GQRM:1908年2月3日[39] -

### 略符号
無線電信などで使用される艦の固有符号、いわゆるコールサイン。
- GYD:1908年10月28日[40] -

## 公試成績
| 実施日        | 種類         | 排水量 | 回転数 | 出力      | 速力       | 場所 | 備考                                | 出典   |
| ------------- | ------------ | ------ | ------ | --------- | ---------- | ---- | ----------------------------------- | ------ |
| 1908年5月25日 | 予行10ノット |        |        | 503馬力   | 9.6ノット  |      | 平均吃水 10 ft 8+15⁄16 in (3.275 m) | [ 41 ] |
| 同上          | 予行全力2/10 |        |        | 1,293馬力 | 11.8ノット |      |                                     | [ 41 ] |
| 同上          | 予行全力3/10 |        |        | 1,901馬力 | 14.5ノット |      |                                     | [ 41 ] |
| 同上          | 予行全力4/10 |        |        | 2,636馬力 | 16.1ノット |      |                                     | [ 41 ] |
| 同上          | 予行全力6/10 |        |        | 4,698馬力 | 18.8ノット |      |                                     | [ 41 ] |

## 艦長
※脚注無き限り『日本海軍史』第9巻・第10巻の「将官履歴」及び『官報』に基づく。階級は就任時のもの。
- 森義臣 中佐：1908年4月11日 - 1908年9月25日
- 水町元 中佐：1908年9月25日 - 1908年12月10日
- 磯部謙 中佐：1908年12月10日 - 1909年12月1日
- 奥田貞吉 中佐：1909年12月1日 - 1911年4月1日
- （兼）奥田貞吉 中佐：1911年4月1日 - 1911年5月9日 （本職：明石艦長）
- （兼）吉島重太郎 大佐：1911年5月9日 - 1911年5月22日 （本職：生駒艦長）
- （兼）大島正毅 大佐：1911年5月22日 - 1911年7月15日 （本職：明石艦長）
- 山口鋭 中佐：1911年7月15日 - 12月27日
- 菅野勇七 中佐：1911年12月27日 - 1912年12月1日
- 田代愛次郎 中佐：1912年12月1日 - 1913年2月8日
- 保坂彦太郎 中佐：1913年2月8日 - 1913年9月20日
- （兼）奥田貞吉 大佐：1913年9月20日 - 1913年12月1日 （本職：春日艦長）
- 川上親幸 中佐：1913年12月1日 -
- 土師勘四郎 中佐：1914年8月23日 - 11月16日
- 田尻唯二 中佐：1914年12月1日 - 1915年12月13日
- 鈴木豊吉 中佐：1915年12月13日 - 1916年12月1日[42]
- 黒瀬清一 中佐：1916年12月1日 - 1917年12月1日
- 武富咸一 中佐：1917年12月1日 - 1918年6月19日
- 森初次 中佐：1918年6月19日 - 1918年12月1日
- 森脇栄枝 中佐：1918年12月1日[43] - 1919年12月1日[44]
- 副島慶一 中佐：1919年12月1日[44] - 1920年11月15日[45]
- 中山友次郎 中佐：1920年11月15日[45] - 1921年3月5日[46]
- 常盤盛衛 中佐：1921年3月5日 - 1921年11月1日
- 岩崎猛 中佐：1921年11月1日[47] - 1922年11月20日[48]
- 松尾勘九郎 中佐：1922年11月20日[48] - 1923年11月10日[49]
- 柴山司馬 中佐：1923年11月10日 - 1924年11月10日
- 北川清 中佐：1924年11月10日 - 1925年4月15日
- 野原伸治 中佐：1927年12月1日[50] - 1928年12月4日[51]
- 大宅由耿 中佐：1928年12月4日[51] - 1929年7月1日[52]
- 湯野川忠一 大佐：1929年7月1日[52] - 1929年11月30日[53]
- 石原戒造 中佐：1929年11月30日[53] - 1930年1月6日[54]
- 沢野源四郎 中佐：1930年1月6日[54] - 1930年12月1日[55]
- 栗林今朝吉 中佐：1930年12月1日[55] - 1931年12月1日[56]
- 茂泉慎一 大佐：1931年12月1日 - 1932年12月1日
- 小熊文雄 中佐：1932年12月1日[57] - 1933年11月15日[58]
- 後藤権造 大佐：1933年11月15日[58] - 1934年11月1日[59]
- 松原寛三 中佐：1934年11月1日[59] - 1936年12月1日[60]
- 近藤為次郎 中佐：1936年12月1日[60] - 1938年2月10日[61]
- （兼）村山清六 中佐：1938年2月10日[61] - 1938年2月20日[62] （本職：第十四駆逐隊司令）、以後艦長の発令は無い。

## 参考資料
- 浅井将秀/編『日本海軍艦船名考』東京水交社、1928年12月。
- アジア歴史資料センター(防衛省防衛研究所)
  - 「淀製造の件」『明治41年 公文備考 艦船3巻10軍艦筑波生駒最上淀製造』、Ref.JACAR:C06091996000。
  - 「淀進水」『明治41年 公文備考 艦船3巻10軍艦筑波生駒最上淀製造』、Ref.JACAR:C06091996100。
  - 「備付供給(2)」『明治41年 公文備考 兵器1 巻35』、Ref.JACAR:C06092036000。
  - 「試験検査(2)」『明治42年 公文備考 艦船2 巻9』、Ref.JACAR:C06091993300。
  - 「軍艦派遣命令航路及行動(1)」『明治44年 公文備考 艦船19 暹国戴冠式 軍艦派遣1 巻35』、Ref.JACAR:C07090150900。
  - 「報告(1)」『明治44年 公文備考 艦船19 暹国戴冠式 軍艦派遣1 巻35』、Ref.JACAR:C07090151400。
  - 「魚形水雷発射集合成績表(横、呉、佐)(2)」『明治44年 公文備考 演習8 巻74』、Ref.JACAR:C07090199200。
  - 「11月」『明治40年 達 完』、Ref.JACAR:C12070056600。
  - 「2月」『明治41年 達 完』、Ref.JACAR:C12070057100。
  - 「4月」『明治41年 達 完』、Ref.JACAR:C12070057300。
  - 「10月」『明治41年 達 完』、Ref.JACAR:C12070057900。
- 海軍歴史保存会『日本海軍史』第7巻、第9巻、第10巻、第一法規出版、1995年。
- 片桐大自『聯合艦隊軍艦銘銘伝』普及版、光人社、2003年。
- 呉市海事歴史科学館編『日本海軍艦艇写真集・巡洋艦』ダイヤモンド社、2005年。
- 日本舶用機関史編集委員会/編『帝国海軍機関史』 明治百年史叢書 第245巻、原書房、1975年11月。
- 防衛庁防衛研修所戦史室『海軍軍戦備<1> 昭和十六年十一月まで』 戦史叢書第31巻、朝雲新聞社、1969年。
- 『官報』